# Vinec
Vinec ist eine Gemeinde im Okres Mladá Boleslav (Jungbunzlau) mit zirka 290 Einwohnern. Sie liegt 4 km südwestlich von Mladá Boleslav an der Jizera in Tschechien.

## Geschichte
Erstmals urkundlich erwähnt wird Vinec im Jahr 1352.

## Sehenswürdigkeiten
- Kirche St. Nikolaus – bedeutende romanische Kirche aus 13. Jahrhundert (Nationales Kulturdenkmal)
- Wohngebäude Gehöft Nr. 45

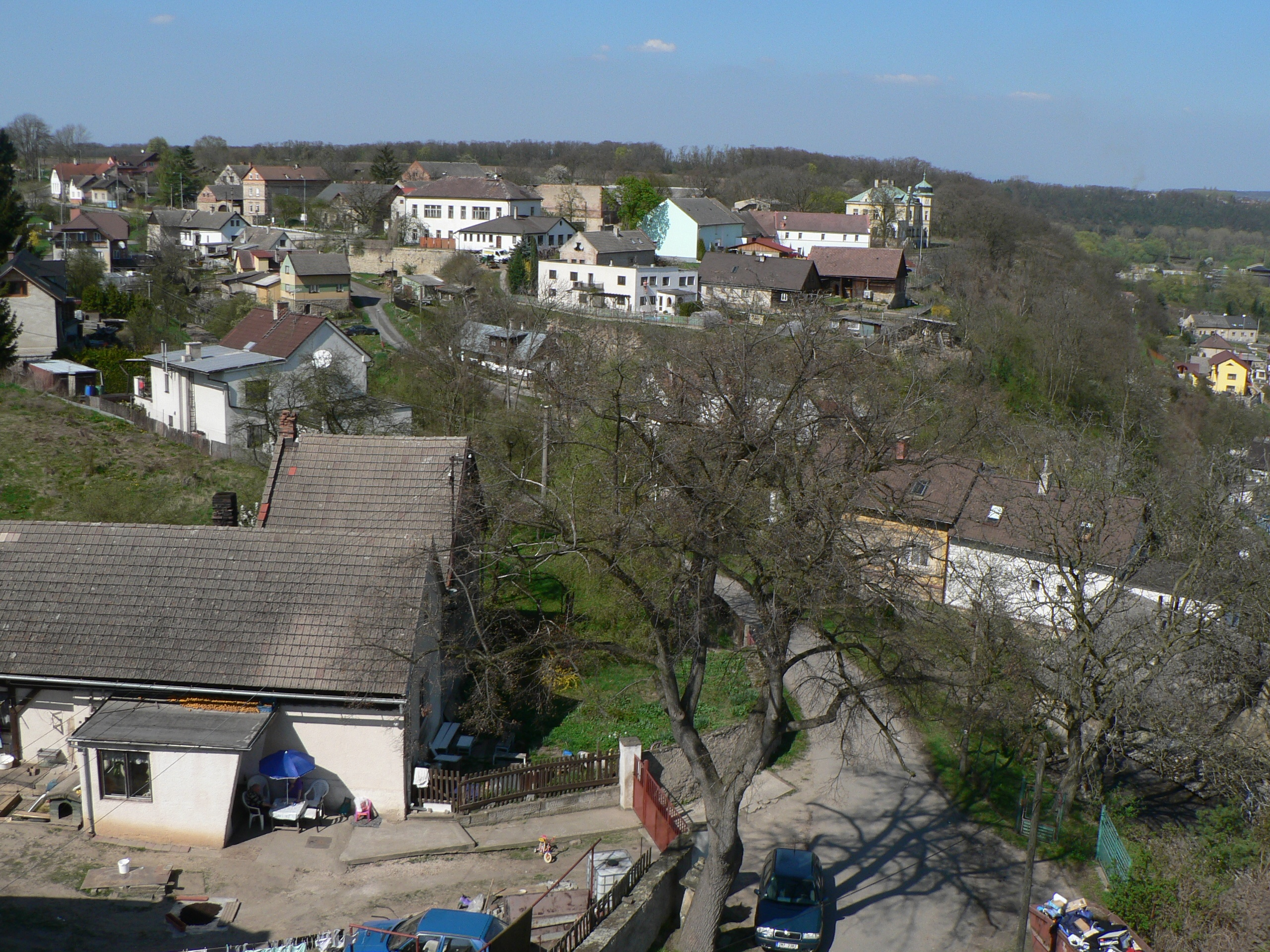
Vinec
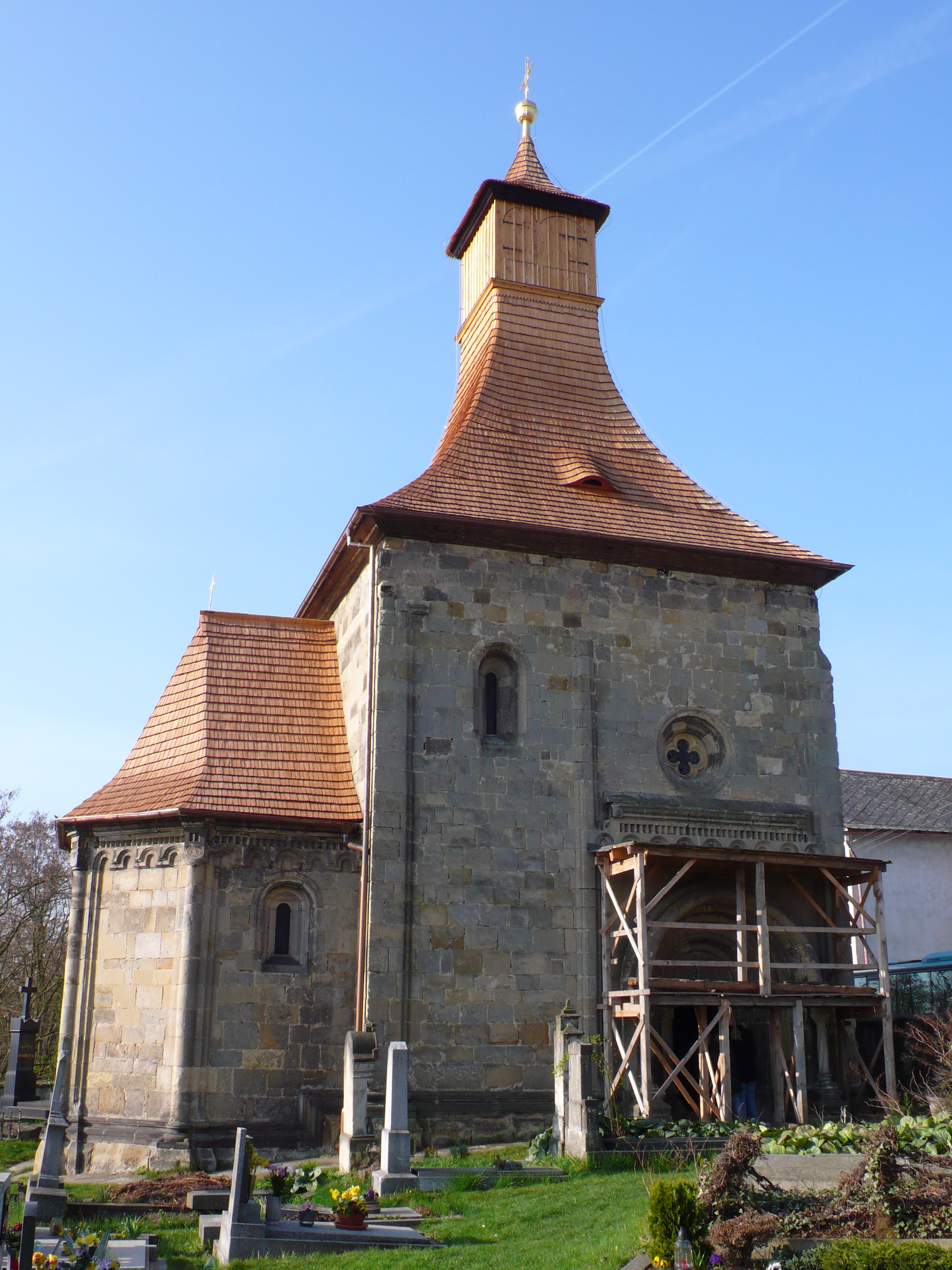
Romanische Kirche St. Nikolaus